# Christopher Layer

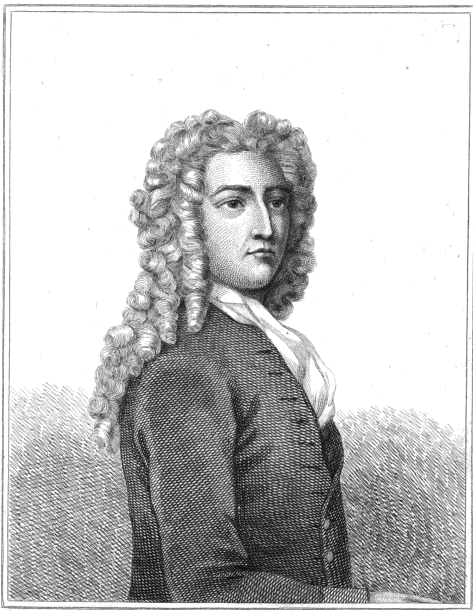
Christopher Layer kurz vor seinem Tode

Christopher Layer (* 12. November 1683; † 17. Mai 1723) war ein Jakobiter, der als Bote für den Putschversuch der Jakobiter unter Leitung von Bischof Francis Atterbury diente und 1723 hingerichtet wurde.
Kurz bevor die Jakobiter ihre Truppen in allen Teilen Großbritanniens ausheben konnten, ließ Robert Walpole alle Beteiligten verhaften. Trotz Folter und illegaler Verhaftungen konnte Walpole aber nur die Verurteilung des jakobitischen Agenten und Boten Christopher Layer erreichen, der zum Tode durch Hängen, Ausweiden und Vierteilen verurteilt wurde. Seine Frau musste mit ansehen, wie er auf diese Weise in Tyburn hingerichtet wurde. 